# Саакян, Варвара
Варвара Саакян (арм. Վարվառե Սահակյան; ? — 1934, Бейрут) — армянский политик. В 1919 году была одной из первых трёх женщин-депутаток, избранных в парламент Демократической Республики Армения. Варвара Саакян как депутат была сосредоточена на проблемах образования.

## Биография
Варвара Саакян была замужем за спикером парламента Первой Республики Армения Аветиком Саакяном (1863—1933). Она была кандидатом на парламентских выборах в июне 1919 года и была избрана депутатом на выборах, в которых мог участвовать любой гражданин, которому исполнилось 20 лет, независимо от пола и вероисповедания. В избирательных списках было 120 кандидатов, среди которых четыре женщины. Трое из них были избраны народными депутатами. Одной из трёх женщин была Варвара Саакян, избранная вместе с Перчуи Партизпанян-Барсегян и Катарине Залян-Манукян. Саакян занималась вопросами образования, выступала с законодательными инициативами.
В 1920 году Аветика арестовали, поэтому после его освобождения супруги и двое детей пешком бежали в Тебриз в Иране. Прожив здесь шесть лет, они переехали в Ирак, но климат плохо повлиял на здоровье Варвары. В результате болезни скончался один из двух детей. Ребёнка не удалось спасти из-за нехватки необходимых лекарств. Из-за плохих климатических условий семья была вынуждена переехать в Ливан и поселилась в Бейруте. Там Варвара работала в Армянском обществе помощи.
В 1932 году Варвара Саакян потеряла своего второго ребёнка, Арменака, спустя год — мужа.
Варвара Саакян скончалась в 1934 году.